# Eulithis subalba
Eulithis subalba är en fjärilsart som beskrevs av Alfred Ernest Wileman 1912. Eulithis subalba ingår i släktet Eulithis och familjen mätare. Inga underarter finns listade i Catalogue of Life.